# Barylypa dakota
Barylypa dakota är en stekelart som beskrevs av Dasch 1984. Barylypa dakota ingår i släktet Barylypa och familjen brokparasitsteklar. Inga underarter finns listade.